# Coutières
Coutières korábbi község Franciaország Új-Aquitania régiójában, Deux-Sèvres megyében. 
Lakosainak száma 157 fő (2018. január 1.). Coutières Chantecorps, Fomperron, Ménigoute és Vasles községekkel határos.
2019. január 1-jén Chantecorps korábbi községgel egyesült és az így létrejött Les Châteliers új község része lett.

## Népesség
A település népességének változása:
| Lakosok száma | 173  | 184  | 178  | 166  | 157  |
|               | 2013 | 2015 | 2016 | 2017 | 2018 |